# 王瑩 (軍人)
王 瑩（おう えい、生年不詳 - 天監15年9月17日（516年10月28日））は、南朝宋から梁にかけての政治家、軍人。字は奉光。本貫は琅邪郡臨沂県。

## 経歴
光禄大夫・南郷僖侯の王懋（王偃の子）の子として生まれた。宋の臨淮公主を妻に迎え、駙馬都尉の位を受けた。著作佐郎・太子舎人・撫軍功曹・散騎侍郎・司徒左西属を歴任した。
蕭道成が驃騎将軍となると、王瑩は従事中郎として召された。昇明2年（478年）、義興郡太守として出され、謝超宗と交代した。謝超宗は郡を去るにあたって、王瑩と衝突した。謝超宗が建康に帰ると、王瑩と王懋の仲を割くべく画策した。王懋は王瑩が未熟であり、郡を失した罪で罷免するよう朝廷に申し出た。斉の時代となって長らく経ち、王瑩は前軍諮議参軍・中書侍郎・大司馬従事中郎に任じられた。任を受けないうちに、母の喪に服すため辞職した。喪が明けると、給事黄門郎となり、宣城郡太守として出向し、驃騎長史に転じた。黄門侍郎・驃騎司馬・太子中庶子となり、そのまま侍中に上った。父の喪に服すため辞職し、喪が明けると再び侍中となった。射声校尉を兼ね、冠軍将軍・東陽郡太守となった。郡にあっては善政で知られ、呉興郡太守に転じた。斉の明帝より有能を認められ、建康に召還されて太子詹事となった。
永元元年（499年）9月、中領軍となった。当時の斉の国政は小人物たちの合議で切り回され、王瑩は道理を通して職を守るのが難しくなった。王瑩は従弟の王亮と仲が良くなかったが、協力して政局を乗り切ろうとした。永元2年（500年）3月、護軍の崔慧景が江夏王蕭宝玄を奉じて京口から建康に入ろうとした。王瑩は仮節を受け、軍を率いて崔慧景を湖頭ではばんだ。崔慧景の夜襲を受けたため、王瑩の軍は逃げ散った。王瑩は水上に逃れて、台城に帰還した。崔慧景が蕭懿に敗北すると、王瑩は領軍府に帰った。4月、尚書右僕射に上った。蕭衍が起兵すると、王瑩は再び仮節を受け、都督宮城諸軍事となった。中興元年（501年）12月、蕭衍が建康を平定すると、王瑩は召されて尚書左僕射に任じられた。中興2年（502年）1月、蕭衍が相国に上ると、王瑩は相国左長史となり、冠軍将軍の位を加えられて、和帝を江陵に迎えにおもむいた。3月、和帝が姑孰に到着すると、別宮で譲位の詔を出した。
天監元年（502年）4月、蕭衍が即位すると、王瑩は中書監・撫軍将軍の位を受け、建城県公に封じられた。8月、律令の修定に参加した。天監2年（503年）6月、尚書右僕射に任じられた。天監3年（504年）1月、尚書左僕射となった。天監5年（506年）1月、尚書左僕射のまま護軍将軍となった。天監6年（507年）4月、中軍将軍の位を受けた。丹陽尹をつとめた。天監8年（509年）4月、右光禄大夫となった。天監9年（510年）1月、尚書令・雲麾将軍に上った。天監11年（512年）1月、安左将軍の位を受けた。天監14年（515年）1月、中権将軍に進んだ。王瑩は清廉でつつましく、官にあってはへりくだったので、蕭衍に重んじられた。
天監15年（516年）6月、左光禄大夫・開府儀同三司の位を受けた。同年9月、病のために死去した。

## 伝記資料
- 『梁書』巻16 列伝第10
- 『南史』巻23 列伝第13